# Saint-Vincent, Tarn-et-Garonne
Saint-Vincent (also: Saint-Vincent-d'Autejac) là một làng và xã ở tỉnh Tarn-et-Garonne trong vùng Tarn-et-Garonne, Pháp.